# Chitaginakopp, Bagalkot
Chitaginakopp là một làng thuộc tehsil Bagalkot, huyện Bagalkot, bang Karnataka, Ấn Độ.